# Trigonogenius globulus
Trigonogenius globulus là một loài bọ cánh cứng trong họ Ptinidae. Loài này được Solier in Gay miêu tả khoa học năm 1849.